# Асланов, Сергей Константинович
Асланов Сергей Константинович (род. 18 августа 1929, Астрахань) — советский и украинский учёный в области прикладной математики и преподаватель высшей школы, заведующий кафедрой теоретической механики Одесского национального университета имени И. И. Мечникова. Доктор физико-математических наук. Профессор (1970).

## Биография
В 1952 году окончил механико-математический факультет Саратовского государственного университета им. Н. Г. Чернышевского. Специальность — «механика».
В 1955 году окончил аспирантуру под руководством профессора С. В. Фальковича.
В 1956 г. на Учёном совете Саратовского университета защитил кандидатскую диссертацию на тему «Обтекание клиновидных тел газовым потоком»
С января 1965 г. С. К. Асланов заведует кафедрой теоретической механики в Одесском государственном университете.

## Научная деятельность
Основал общепризнанную научную школу по газовой динамике и теории горения и детонации, а также научное направление по теории устойчивости быстропротекающих процессов.
Организовал открытие в 1975 году специальности «механика» и создал научную лабораторию по аэрогидродинамике.
Имеет 4 авторских свидетельства. Все изобретения внедрены на предприятиях специального (военного) характера
Является автором более 400 опубликованных научных работ, в том числе учебного пособия.
Под научным руководством профессора С. К. Асланова защищены 2 докторские и 15 кандидатских диссертаций.
Организатор и руководитель городского научного семинара по синергетике (при Южном научном центре НАН Украины)
Осуществляет постоянное научно-исследовательское сотрудничество с Институтами гидродинамики и геофизики (Отделение геодинамики взрыва) НАН Украины (г. Киев)
Член Академии экономической кибернетики Украины и Одесской академии истории и философии естественных и технических наук.
Член Национальных комитетов Украины и России по теоретической и прикладной механике и Государственной аккредитационной комиссии Украины (ГАК)
Член Европейской ассоциации аэрозольных исследований Международного института горения
Рецензент международного реферативного журнала «Mathematical Reviews», член редакционной коллегии «Вестника Одесского национального университета имени И. И. Мечникова», заместитель ответственного редактора периодического научного сборника «Физика аэродисперсных систем».
Награждён Почетной грамотой Одесского областного совета.